# في العائلة (فلم)
«في العائلة» هو فيلم وثائقي لعام 2008 أنتجته شركة كارتِمكوين فيلمز عن التنبؤ بسرطان الثدي والمبيض والاختيارات التي تتخذها المرأة عندما تواجه أخطار مرض يشكل خطوره علي حياتها. تتحصل المخرجة جوانا رودنيك على نتيجة فحص إيجابية حول طفرة الجين BRCA الذي يزيد من فرصة الإصابة بسرطان الثدي بنسبة 60 ٪. في مواجهة هذه الصعوبات يجب على رودنيك أن تدرس خيارتها في احتماليةٍ لمواجهة انصبتها أو ربما إزالة ثدييها والمبايض.
في فيلم العائلة نلقي نظره على الفحص ألجيني، وهو أمر كان مستحيلاً للأجيال السابقة ولكن بالنسبة لبعض النساء فإن قرار الفحص ليس سهلاً، تتبع رودنيك العديد من النساء اللواتي يخضعن لقرار الفحص، بعضهن ناجيات من السرطان وبعضهن يخسرون تلك المعركة. السؤال لكل امرأة هو: «كم من تضحية تقدميها من أجل البقاء على قيد الحياة؟»
«في العائلة» تم انتاجه بواسطة كارتمكوين فيلمز لأول مرة على خدمة P.O.V الخاصة بـ PBS في أكتوبر 2008، وتم ترشيحه للحصول على جائزة إيمي من أجل البرمجة الطويلة والممتازة لعام 2009 
في مايو 2009 ساهمت المخرجة جوانا رودنيك بالـ هافينغتون بوست في مساندة الدعوي التي قدمها «الاتحاد الأمريكي للحريات المدنية» للطعن في ملكية براءة الأختراع لجينات BRCA1 وBRCA2 الجينات المسؤولة عن سرطان المبيض وسرطان الثدي
بسبب سيطرتهم على براءة الأختراع؛ تم اتهام شركة " مايرياد جينتيكس " بالتحديد من التطورات العلمية التي قد تؤدي إلى وقايات وعلاجات أفضل لسرطان المبيض وسرطان الثدي.
أجزاء من براءات الأختراع الخاصة بالشركة للجينات BRCA1 و BRCA2 حُكم عليها بعدم الصلاحية في 29 مارس 2010 من قبل القاضي روبرت و.سويت في المحكمة الأمريكية المحلية للمقاطعة الجنوبية من نيويورك.
قدمت شركة «مايرياد» إخطاراً بالأستئناف في 16 يوليو 2010 في محكمة الولايات المتحدة للاستئناف للدائرة الفيدرالية.

## روابط خارجية
- مقالات تستعمل روابط فنية بلا صلة مع ويكي بيانات